# Tehničko ronjenje
Tehničko ronjenje jedna je od ronilačkih aktivnosti koja označava sve one ronilačke aktivnosti koje se obavljaju iz ličnog zadovoljstva a prelaze granice rekreativnog ronjenja i zahteva obiman trening i specijalizovanu opremu. Kao granicom rekreativnog ronjenja smatra se onaj nivo koji ne prelazi granice bez dekompresionih zastanaka ili kompjutera, ne prelaze dubinu od 40 metara, ne obavlja se tamo gde nema direktnog pristupa površini, u prostorima u kojima nema prirodne svetlosti ili nije na više od 60 metara dubine.
I dok specijalisti baromedicine smatraju da je svaki zaron kod koga se koristi mešavanina gasova tehnčko ronjenje, veliki broj saveza za podvodne aktivnosti, pa i onaj u Srbiji, smatraju da je ova definicija preopširna i u drugom pogledu prerestriktivna.
Tehničko ronjenje nije za sve i nije nužno kao način uživanja u ronjenju, međutim za one koji su spremni da prihvate povećane rizike, i da izdvoje vreme i pozamašnu sumu novca za specijalizovanu opremu, tehničko ronjenje može im pružiti isti stepen zadovoljstva kao i rekreativno ronjenje.

## Opšta razmatranja
U svojim začecima tehnička ronjenja bila su isključivo profesionalna, vojna ili industrijska. Naglom i ekstremnom ekspanzijom sportskog i rekreativnog ronilaštva uklonjene su granice između onih kojima je ronjenje posao i onih koji se ronjenjem kao sportom bave isključivo iz zabave i zadovoljstva. 
Danas je normalna ljudska želja za bavljenjem sportom sve više nadmašila granice prosečnih ronilaca, zbog želje za ostvarivanjem sve boljih rezultata, takmičenja sa drugima i samim sobom. Sve to dovelo je do jako velikog interesovanja za ovakvim podvodnim aktivnostima. 
Danas većina ronilačkih centara i klubova nudi kurseve tehničkih ronjenja, koji se najčešće smatraju normalnim nastavkom edukacije svakog ronioca, iako se sa tim baromedicina ne slaže jer, smatra da je standardno ronjenje sa komprimovanim gasom dovoljno veliki izazov i da nudi najveće zadovoqstvo u ovoj neobaveznoj, rekreativnoj aktivnosti. 

## Zahtevnost i rizici
Tehnička ronjenja su vrlo zahtevna u pogledu pripreme, ali i samog načina realizacije zbog:
- velike količine opreme,
- veća složenost opreme,
- upotrebe gasnih mešavina koje su zahtevnije u pogledu pripreme i nabavke,
- velike težina opreme i
- potrebe za dobrom koncentracijom i preciznošću
- obimne ronilačke obuke
- specijalizovanog tima
- tehničke obuka

Sve to može da otežava rekreativno ronjenje i oduzme ovom sportu njegovu atraktivnosti sa jedne strane, iako sa druge, omogućava dublje urone i duže zadržavanje pod vodom. 
Standardni argument većine ronilačkih instruktora za rekreativna ronjenja sa veštačkim mešavinama gasova je smanjeni rizik od dekompresijske bolesti nepoznatog uzroka. A da li je baš tako? Na osnovu brojnih studija problem dekompresione povreda i dalje postoji. Iako je ona vrlo retka pojava u rekreativnom ronjenju do 40 metara dubine, ogromna većina ronilaca doživi dekompresionu bolest kao posledicu sopstvene ili tuđe greške zbog: 
- neodgovarajuće trajanje dekompresije (odnos dužine i dubine urona),[2]
- kvar opreme,
- pojačana reakcija na stres (posebno panične reakcije),
- spašavanje drugog ronioca i sl.

Zbog navedenih i sličnih uzroka , disbarične ronilačke bolesti kod tehničkih ronjenja su učestale i zbog sve veće uporrabe složene i komplikovane ronilačke opreme, čime se povećava mogućnost za grešku. Uz to, veliku ulogu u bezbednosti igraju i ekstremni uslovi ronjenja (duže i dublje ronjenje i rizičnije sredine u kojima se ono obavlja). 
| „ | Zato je važno navasti da je za prelaz na tehnička ronjenja neophodno veliko iskustvo, mentalna stabilnost, i jako dobro zdravstveno stanje. | ” |

## Razlike
Rizike između tehničkog ronjenja mogu se uporediti kroz dva aspekta – tehnički i medicinski.

### Tehnički apekt
- Pripremu gasova za disanje tokom ronjenja može obavljati samo dobro obučeno i školovano osoblje uz izetnu pažnju, zbog kompleksnosti sistema za pripremu gasova što povećava rizike od ljudske i tehničke greške, posebno u radu s kiseonikom zbog opasnosti od požara i eksplozije.
- Posebne rizike nosi i skladištenje, rukovanje i transport boca sa gasovima pod pritiskom.
- U tehničke rizike svrsta se i pravilan odabir gasne mešavine za planirano ronjenje.
- Kako je zbog količine opreme za njenu upotrebu potrebno izvesno vreme, problem može nastati kod potrebe za brzim napuštanjem mesta ronjenja sa naglim promenama dubine iz bilo kog razloga.

#### Gasne mešavine
U tehničkom ronjenju postoje velike razlike u rizicima ronjenja sa gasnim mešavinama, u odnosu na njihovu vrstu. Osnovna i prva usvojena gasna mešavina u rekreativnom ronjenju bio je nitroks. Čiji naziv označava mešavinu kiseonika i azota u različitim odnosima. Standardi se razlikuju od zemlje do zemlje, jer naučno nije verifikovana ni jedna gasna smeša. 
Amerikanci koriste standardne mešavine sa 36% i 32% kiseonika, što se smatra i najprimjerenijim mešavinama, koje na dubinama 15—40 metara podležu istim dekompresijskim modelima. Stoga se one smatraju nisko rizičnim gasnim mešavinama. Prednosti u odnosu na vazduh su u smanjenom riziku od dekompresijske bolesti, azotne narkoze i iscrpljenosti nakon ronjenja. Negativna strana je u mogućim problemima sa izradom mešavine, smanjenoj maksimalnoj dubini kako bi se izbjeglo trovanje kiseonikom, oštećenje opreme zbog povišene koncentracije kiseonika, retencija ugljen dioksida sa utiecajem na disanje i acido-bazni status krvi (elektrolitska ravnoteža).

#### Nitroks
Kod rizičnijih nitroks mešavina udeo kiseonika i azota se proračunava na osnovu EAD (енгл. equivalent air depth). To zaheva veću opremu, dozvoljava ronjenja 15—40 metara dubine uz povećanu dužinu bezdekompresijskog ronjenja ili manjih dekompresionih zastanaka ili duže i dublje ronjenje uz standardne dekompresione zastanke. Zbog manjeg učešća azota trebao bi biti smanjen rizik od dekompresijske bolesti međutim to nije zuvek tako. Uz standardni oprez kod izrade mešavine, povećana količina kiseonika smanjuje maksimalnu dubinu urona zbog rizika od trovanja kiseonikom. Postoje i utemeljena mišljenja da višak kiseonika predisponira ronioca za dekompresijsku bolest čak i uz manje azota, što je kontroverza o kojoj se još raspravlja. Visoki parcijalni pritisak kiseonika u krvi bitno menja tok eventualne dekompresijske bolesti, ali i protokole liečenja posledica. Takođe razvija se ozbiljan rizik od neuroloških i plućnih komplikacija trovanja kiseonikom, uključujući i rizik od disbarične osteonekroze.

#### Helioks
Ronjenje sa helioksom spada u visokorizične podvodne aktivnosti. Omogućava veću dubinu zbog izostanka narkotičnog delovanja (nema azota), manje je gustoće pa je disanje lakše, smanjenog je otpora, što omogućava dublje zarone  smanjeni dekompresijski režim kod dugih ronjenja (nema azota). 
Sa druge strane, kraća ronjenja zahtevaju više dekompresionih zastanaka, roni se dublje sa svim opterećenjima organizma, helijum oštećuje vid i sluh i izaziva hipotermiju, moguća je iznenadna hipoksija i razvoj nervnog sindroma visokog pritiska. Dekompresijska bolest kod ove vrete ronjenja ima određene specifičnost koje je razlikuje od standardnih formi. Često pogađa unutarnje uvo uzrokujući privremeni ili (često) trajni gubitak sluha. Obzirom na smanjeno učešće kiseonika u helioksu, kod izranjanja može doći do razvoja opasne hipoksije i gubitka svesti.

#### Trimiks
Ronjenje sa gasnom mešavinom trimiks je slično ronjenju sa helioksom. Deo azota u nitroksu zamijenjen je helijumom kako bi se smanjila mogući neželjenih desjstava, poput azotne narkoze i dekompresijske bolesti. 
Trimiks se koristi za ronjenja na dubini većoj od 60 metara. Oprema je dosta komplikovana, neophodna je stroga kontrola procentnog sastava mešavine gasova, koja se menja sa promenom dubine.

### Tehničko ronjenje sa sistemima zatvorenog kruga
Naravno, najrizičnije je ronjenje sa sistemima zatvorenog kruga (енгл. rebreatheri) koje je iz vojne primene našlo i primenu u rekreativnom tehničkom  ronjenju.

## Medicinski aspekt
- Opasnost od trovanja kiseonikom, hipoksije i azotne narkoze.
- Sobzirom da tehničko ronjenje omogućava duži boravak u ekstremnijim uslovima, najčešće se primjenjuje kod ronjenja na potonulim olupinama te dubokim prirodnim objektima – podvodnim ponorima i u speleoronjenju. U svim ovim slučajevima dodatna otežavajuća okolnost je i jako loša vidljivost.
- Nije nimalo zanemariv standardni psihološki profil tehničkih ronilaca, koji uključuje „adrenalinski tip” ponašanja sa izraženim egom, često prevelikom samouvjerenošću, smanjenim oprezom i strahom od rizika (pa i vitalnog).
- Tehničko ronjenje u principu zahteva i vrlo inteligentne, koncentrisan i tehnički i fiziološki dobro obučene osobe. Takav profil neophodan je za komplikovano rukovanje složenom opremom, i stalno menjanje sastava mešavine gasova koje udišu – “putne” mešavine za zaron i izron, mešavine za boravak na dnu i mešavine za dekompresione zastanke.
- Sve veća ekspanzija tehničkog ronjenja rekreativaca ne garantuje dovoljno dobar odabir ronilaca koji mogu zadovoljiti zdravstvene i mentalne kriterijume za ovu dosta zahtevnu aktivnos, čime se povećava rizik od porasta broja nesreća, pa i onih sa smrtnim ishodom.

## Spoljašnje veze
- Exotic diving gases — Autor: Matti Anttila, Ph.D (језик: енглески)